# オルケスタ・ティピカ・ヴィクトル
オルケスタ・ティピカ・ヴィクトル(Orquesta Típica Victor)はタンゴの著名楽団の一つ。

## 成立
ヴィクトルはビクターのスペイン語読みであり、この読みで日本に伝わり、一時期は彼らの録音がラジオで流れ続けるなど爆発的な流行が確認されている。略称はOTV(オーテーベー)。世界初「ライブをしない覆面タンゴ専門集団」である。「覆面楽団」というアイディアは多くの社によって模倣された。
オデオン社が有名人を揃えたゴールデンメンバーでタンゴ楽団を迎えたのに対し、ビクター社は「徹底して新人を青田買い」という逆の方針で音楽家を迎えた。このため、1925年から1944年の間にメンバーが出たり入ったりを繰り返していたらしく、一応の初代マエストロはLuis Petrucelliということにして始めた。熱心なファンによってディスコグラフィーの一覧が作成されており、録音点数は445曲が確認されている。別個に自前の楽団を組織した人物もフリオ・ポジェーロ楽団のように目立ち、彼らもビクター社に録音し続けていたためオルケスタ・ティピカ・ヴィクトルと混同することのないように注意が必要である。
1930年にオルケスタ・ティピカ・ヴィクトルは分裂の危機を迎えた。困ったビクトル社はORQUESTA TIPICA PORTEÑA(1930年に結成、マスターはAdolfo Carabelli)とORQUESTA TIPICA “LOS PROVINCIANOS”(1931年結成、マスターはCiriaco Ortiz)に楽団を割って対応した。TIPICA PORTEÑAは1931年に早々と活動が終了し、TIPICA “LOS PROVINCIANOS”は1931-34,48といった期間で活動を続け、こちらのディスクもファンが多い。

## 方法
特に演奏方法が際立っているのは俗に製造番号79000番台とよばれる1925〜27年の演奏であり、音質はあまり良くないが1920年代のタンゴ様式を伝える貴重な演奏として知られている。テンポは中葉よりやや遅く、資料によるとぶっつけ本番で半分は楽譜から外れていたとある。これは、残されている録音からもバンドネオンが速い装飾を絡めるなど、かなりの部分が類推できる。Luis Petrucelli, Nicolás Primiani, Ciriaco Ortiz (バンドネオン)、Manlio Francia, Agesilao Ferrazzano, Eugenio Romano (ヴァイオリン)、Vicente Gorrese (ピアノ)、Humberto Constanzo (コントラバス)といったタンゴのスペシャリストが初代のメンバーであったことから、穴のない名演奏が多い。このとき、Petrucelliは20代前半の生え抜きホープであった。この最初のメンバーをそろえたAdolfo Carabelliはこの楽団のためにクラシックのピアニストをやめ、タンゴに転身している。Elvino Vardaroが1925-32年の期間にほとんどの第一ヴァイオリンを担当したことが判明しているが、誰がどの曲を担当したのかをビクトル社が明らかにしようとしなかったため、メンバーによる楽曲担当の詳細は分かっていない。
1930年代に入ると中庸のテンポは失われ、外面的な要素をけたたましく強調するようになり、1920年代の特徴は失われたというのがタンゴ関係者の共通する印象である。それでも楽団は解散せず録音の需要もあったため、メンバーチェンジを繰り返しながら録音点数を増やしていった。オスバルド・プグリエーセの名曲「レクエルド」も作曲者本人の解釈では全くなく、「伝統的に」奏されているため、タンゴ演奏の基本を知ることができるといった側面も強い。後世の楽団によって付加された「ラ・クンパルシータ」のカウンターベースも、OTVの演奏では最初からない。即興性は牛の鳴き声やチューブラーベルの使用にも現れる。
マエストロのLuis Petrucelliは、1941年に急逝。混乱があったようだが、気を取り直してMario Mauranoを新マエストロにして1943〜44年にも録音が確認されるものの、楽団の方向性が定まらず解散した。445曲目となった最後の録音sobre las olasに至っては同じ楽団とは思えないほど様式が完全に変わってしまっているばかりか、メンバー間の音量バランスも美しさからは程遠い。楽団解散後Agesilao Ferrazzanoはアルゼンチンを離れ、イタリアへ帰国した。Carabelliも1947年の1月に亡くなった。

## 録音
有志で復刻するもの、海賊版を売るもの、違法アップロードをするものが後を絶たない状態であり、正規の全集はいまだ存在しない。金属原盤は第二次世界大戦中に廃棄処分にされている。そればかりか、著名なタンゴ専門レーベルによるオムニバスも、レーベル同士で楽曲の重複が著しく全曲の鳥瞰はいまだ達成されていない。
この中で、東京のClub Tango Argentino (CTA)がCD20枚でその大部分を復刻し、貴重な音源であるが一般販売は行っていない。その後、海賊レーベルClub de Tangoがこの復刻から漏れた楽曲を拾う形でCD23枚で復刻したが、これを海賊レーベルTango Hが2015年から全曲をデジタルミュージックといった形で再復刻して部分的に発売している。78回転のスピード・音質の解釈に、版の間で相違がみられる。Tango Hの復刻はamazonまたはcduniverse, Spotify, 7digitalで入手可能。
この熱心な復刻の量の多さは、知名度にとどまらない彼らの業績の大きさを物語るものとなっている。